# 寶檀華菩薩
寶檀華菩薩，《藥師經》曰，東方淨土琉璃世界的八大菩萨之一，其名文殊、觀音、勢至、無盡意、藥王、藥上、彌勒菩薩等菩薩一同。